# Falešići
Falešići su naseljeno mjesto u sastavu općine Srebrenika, Federacija Bosne i Hercegovine, BiH. 

## Stanovništvo
| Falešići           |       |
| godina popisa      | 1991. |
| Bošnjaci           | 465   |
| Srbi               | 0     |
| Hrvati             | 0     |
| Jugoslaveni        | 1     |
| ostali i nepoznato | 1     |
| ukupno             | 467   |

## Šport
Održava se Memorijalni malonogometni turnir posvećen šehidima Falešića.